# Birney, Montana
Birney är en ort i Rosebud County i delstaten Montana, USA.